# Cyrtandra perplexa
Cyrtandra perplexa är en tvåhjärtbladig växtart som beskrevs av Spencer Le Marchant Moore. Cyrtandra perplexa ingår i släktet Cyrtandra och familjen Gesneriaceae. Inga underarter finns listade i Catalogue of Life.